# Більшовик (Кваркенський район)
Більшовик (рос. Большевик) — село у складі Кваркенського району Оренбурзької області, Росія.

## Населення
Населення — 200 осіб (2010; 272 у 2002).
Національний склад (станом на 2002 рік):
- росіяни — 54 %